# Gancedo
Gancedo è un municipio dell'Argentina situato nel dipartimento di Doce de Octubre, in provincia di Chaco.